# Lodewijk IX van Beieren
Lodewijk IX van Beieren bijgenaamd de Rijke (Burghausen, 23 februari 1417 – Landshut, 18 januari 1479) was van 1450 tot aan zijn dood hertog van Beieren-Landshut. Hij behoorde tot het huis Wittelsbach.

## Levensloop
Lodewijk IX was de zoon van hertog Hendrik XVI van Beieren-Landshut en  Margaretha van Oostenrijk, dochter van hertog Albrecht IV. Hij bracht zijn kindertijd en jeugd door in de burcht van Burghausen.
In 1450 volgde hij zijn vader op als hertog van Beieren-Landshut. Bijna onmiddellijk na het begin van zijn regering liet hij alle Joden uit Beieren-Landshut verbannen. Op 16 december 1450 sloot hij samen met hertog Albrecht III van Beieren-München het Verdrag van Erding, waarbij Lodewijk IX het grootste deel van het hertogdom Beieren-Ingolstadt officieel in handen kreeg en veel machtiger werd dan de linie Beieren-München. De grote rijkdom van Lodewijk was dan weer vooral te danken aan zijn bezit van mijnen in zijn landgoederen en de stad Kitzbühel
In de zomer van 1456 werd in de rijksstad Dinkelsbühl een dief geëxecuteerd die in het hertogdom Beieren-Landshut was gevat. Lodewijk IX stuurde daarop een leger met 1.500 ruiters naar Dinkelsbühl en hij dwong de stad om een eervolle begrafenis voor de opgehangen dief te regelen en 1000 gulden schadevergoeding te betalen. Lodewijk IX vond ook dat de rijksstad Donauwörth onterecht onteigend was van hertog Lodewijk VII van Beieren-Ingolstadt en hij besloot zijn aanspraken te laten gelden op de stad. Lodewijk IX stuurde een sterk leger naar Donauwörth en na een belegering van elf dagen betraden de hertogelijke troepen op 8 oktober 1458 de stad. 
Wegens de annexatie van Donauwörth werd Lodewijk in 1459 door keizer Frederik III in de rijksban geplaatst, die keurvorst Albrecht Achilles van Brandenburg met de uitvoering hiervan belastte. Lodewijk erkende de bisschop van Eichstätt als bemiddelaar. Toen de bisschop in het nadeel van Lodewijk IX besliste, verklaarde Lodewijk eind maart 1460 de oorlog aan de bisschop en de keurvorst. Lodewijk veroverde de steden Eichstätt en Roth, waarmee hij op 24 juni 1460 een vergelijk kon bereiken. 
Op 13 juli 1461 verklaarde keizer Frederik III de oorlog aan Lodewijk. Het conflict tussen beiden werd de Beierse Oorlog, met als nevenstrijd de Mainzse Stiftvete. Op 19 juli 1462 versloeg Lodewijk zijn tegenstanders in de Slag bij Giengen, waarbij hij zijn macht in Franconië kon uitbreiden. Op 23 augustus 1462 werd in Neurenberg een wapenstilstand gesloten en in 1463 werd de oorlog beëindigd met de Vrede van Praag, waarbij de status van Donauwörth als rijksstad werd behouden.
In 1472 stichtte Lodewijk IX de Ludwig Maximilians-Universiteit in Ingolstadt en in 1474 voerde een nieuwe landsorde door. In januari 1479 stierf Lodewijk op 61-jarige leeftijd, waarna hij werd bijgezet in het klooster Seligenthal. 

## Huwelijk en nakomelingen
Op 21 februari 1452 huwde Lodewijk met Amalia van Saksen (1435-1502), dochter van keurvorst Frederik II van Saksen. Ze kregen vier kinderen:
- Elisabeth (1452-1457)
- George (1455-1503), hertog van Beieren-Landshut
- Margaretha (1456-1501), huwde in 1474 met keurvorst Filips van de Palts
- Anna (1462-1462)

## Voorouders
| Voorouders van Lodewijk IX van Beieren (1417-1479) | Voorouders van Lodewijk IX van Beieren (1417-1479)                          | Voorouders van Lodewijk IX van Beieren (1417-1479)                          | Voorouders van Lodewijk IX van Beieren (1417-1479)                          | Voorouders van Lodewijk IX van Beieren (1417-1479)                          | Voorouders van Lodewijk IX van Beieren (1417-1479)                                  | Voorouders van Lodewijk IX van Beieren (1417-1479)                                  | Voorouders van Lodewijk IX van Beieren (1417-1479)                            | Voorouders van Lodewijk IX van Beieren (1417-1479)                            |
| -------------------------------------------------- | --------------------------------------------------------------------------- | --------------------------------------------------------------------------- | --------------------------------------------------------------------------- | --------------------------------------------------------------------------- | ----------------------------------------------------------------------------------- | ----------------------------------------------------------------------------------- | ----------------------------------------------------------------------------- | ----------------------------------------------------------------------------- |
| Overgrootouders                                    | Stefanus II van Beieren (1319-1375) ∞ Elisabeth van Sicilië (1310-1349)     | Stefanus II van Beieren (1319-1375) ∞ Elisabeth van Sicilië (1310-1349)     | Bernabò Visconti (1319-1385) ∞ Beatrice della Scala (-1384)                 | Bernabò Visconti (1319-1385) ∞ Beatrice della Scala (-1384)                 | Albrecht III van Oostenrijk (1349–1395) ∞ 1375 Beatrix van Hohenzollern (1362–1414) | Albrecht III van Oostenrijk (1349–1395) ∞ 1375 Beatrix van Hohenzollern (1362–1414) | Albrecht van Beieren (1336–1404) ∞ 1353 Margaretha van Brieg (1342–1386)      | Albrecht van Beieren (1336–1404) ∞ 1353 Margaretha van Brieg (1342–1386)      |
| Grootouders                                        | Frederik van Beieren (1339-1393) ∞ Maddalena Visconti (1366-1404)           | Frederik van Beieren (1339-1393) ∞ Maddalena Visconti (1366-1404)           | Frederik van Beieren (1339-1393) ∞ Maddalena Visconti (1366-1404)           | Frederik van Beieren (1339-1393) ∞ Maddalena Visconti (1366-1404)           | Albrecht IV van Oostenrijk (1377–1404) ∞ 1408 Johanna van Beieren (1373–1410)       | Albrecht IV van Oostenrijk (1377–1404) ∞ 1408 Johanna van Beieren (1373–1410)       | Albrecht IV van Oostenrijk (1377–1404) ∞ 1408 Johanna van Beieren (1373–1410) | Albrecht IV van Oostenrijk (1377–1404) ∞ 1408 Johanna van Beieren (1373–1410) |
| Ouders                                             | Hendrik XVI van Beieren (1386-1450) ∞ Margaretha van Oostenrijk (1366-1404) | Hendrik XVI van Beieren (1386-1450) ∞ Margaretha van Oostenrijk (1366-1404) | Hendrik XVI van Beieren (1386-1450) ∞ Margaretha van Oostenrijk (1366-1404) | Hendrik XVI van Beieren (1386-1450) ∞ Margaretha van Oostenrijk (1366-1404) | Hendrik XVI van Beieren (1386-1450) ∞ Margaretha van Oostenrijk (1366-1404)         | Hendrik XVI van Beieren (1386-1450) ∞ Margaretha van Oostenrijk (1366-1404)         | Hendrik XVI van Beieren (1386-1450) ∞ Margaretha van Oostenrijk (1366-1404)   | Hendrik XVI van Beieren (1386-1450) ∞ Margaretha van Oostenrijk (1366-1404)   |